# Сви моји бивши
Сви моји бивши (енгл. What's Your Number?) америчка је романтична комедија из 2011. године, у режији Марка Мајлода, по сценарију Габријеле Алан и Џенифер Критенден. Темељи се на роману 20 пута дама Карин Бознак. Главне улоге глуме Ана Фарис и Крис Еванс. Приказан је 30. септембра 2011. године.

## Радња
Али (Ана Фарис) сматра да је могуће да се прави мушкарац за њу крије међу њених бивших 19 момака и да јој је некако промакао. Зато почиње потрагу за савршеним међу својим бившима. Потрага постаје много узбудљивија када јој се у њој придружи комшија Колин (Крис Еванс), коме је Алина помоћ потребна у потпуно друге сврхе — он само жели да избегне своје бивше девојке.

## Улоге
| Глумац             | Улога            |
| ------------------ | ---------------- |
| Ана Фарис          | Али Дарлинг      |
| Крис Еванс         | Колин Шеј        |
| Ари Грејнор        | Дејзи Ен Дарлинг |
| Блајт Данер        | Ава Дарлинг      |
| Ед Бегли Млађи     | господин Дарлинг |
| Оливер Џексон Коен | Еди Вогел        |
| Дејв Анабл         | Џејк Адамс       |
| Хедер Бернс        | Ајлин            |
| Елајза Коуп        | Шејла            |
| Кејт Симсес        | Кејти            |
| Тика Самптер       | Џејми            |
| Џоел Макхејл       | Роџер            |
| Крис Прат          | Доналд           |
| Дениз Васи         | Кара             |
| Закари Квинто      | Рик              |
| Мајк Вогел         | Дејв Хансен      |
| Мартин Фриман      | Сајмон           |
| Енди Семберг       | Џери Пери        |
| Томас Ленон        | др Барет Инголд  |
| Ентони Маки        | Том Пајпер       |
| Ивана Миличевић    | Џасинда          |
| Азиз Ансари        | Џеј              |